# Варфоломей (Анания)
Митрополи́т Варфоломе́й (рум. Mitropolitul Bartolomeu, в миру Валериу Анания, рум. Valeriu Anania; 18 марта 1921, коммуна Главиле, жудец Вылча, Королевство Румыния — 31 января 2011, Клуж-Напока, Румыния) — епископ Румынской православной церкви, архиепископ Вадский, митрополит Клужский, Албийский, Крисанский и Марамурешский (2005—2011). Был богословом, духовным писателем, драматургом, поэтом, переводчиком.
За свою жизненную позицию владыку Варфоломея называли «львом из Карпат»: в борьбе за чистоту Православия он мог показать величие своей веры и обличить её противников.

## Биография
Родился 18 марта 1921 года в семье православных верующих Василия и Анны. Обучался в начальной школе в родном селе.
В 1941 году окончил Центральную семинарию в Бухаресте, а в 1943 году — лицей имени Михаила Храброго в Бухаресте.
2 февраля 1942 году в Монастыре Антим в Бухаресте был пострижен в монашество с именем Варфоломей, а 15 марта того же года был рукоположён в сан иеродиакона.
До 1947 г. служил в монастырях Половражском Успенском (Polovragi) и Байя-де-Арьешском (Baia de Arieş).
Одновременно обучался на богословском факультете Бухарестского университета, а с 1944 г. на медицинском факультете и в музыкальной консерватории в Клуже. В 1946 г. возглавлял студенческое антикоммунистическое движение, за что был в 1946—1948 гг. не раз арестован новыми коммунистическими властями Румынии.
В 1947 г. упоминается настоятелем Топлицкой обители (Topliţa).
В 1948 г. завершил своё богословское образование, защитив в Сибиуской духовной академии диссертацию на соискание степени доктора богословия.
В 1948—1949 годы — хранитель патриарших палат. В 1949—1950 годы — патриарший инспектор церковного образования.
В 1950—1951 годы — ассистент на кафедре церковной истории богословского института Бухарестского университета. В 1951—1952 годы — декан миссионерско-социального центра духовенства в Куртя-де-Арджеш. В 1952—1958 годы — глава Патриаршей библиотеки в Бухаресте.
В 1958 году был приговорён к 25 годам каторги. Был амнистирован вместе со многими верующими по декрету 1964 года. В 1965 г. был выслан в США.
В 1967 года был рукоположён в сан иеромонаха и возведён в достоинство архимандрита. До 1976 г. являлся клириком Румынской архиепископии в Америке выполняя служения епархиального секретаря, советника по культуре, главного секретаря епархиального собрания, главы издательского отдела епархии, редактора альманаха «Вера», представителя на межцерковных встречах. Участвовал в экуменической комиссии и проектировочном совете Постоянной Конференции Канонических Православных Епископов в Америке. В составе делегаций от Румынской Православной Церкви побывал в Египте, Эфиопии и Индии. В то же время опубликовал несколько трудов в области православной духовности, а также ряд пьес.
В 1976 г. вернулся в Румынию, в 1976—1982 гг. — ректор Библейского и православно-миссионерского институтом в Бухаресте, где возглавил работу над новым переводом Библии на румынский язык.
В 1982 г. принят в союз писателей Румынии. С этого времени к нему приходит известность как к литератору. В том же году ушёл на покой в Вэратецкий монастырь, где трудился над пересмотром румынского перевода Библии, многочисленными духовными, литературными и драматургическими трудами.
В этот период Румынская Патриархия неоднократно выдвигала его кандидатуру для поставления во епископы, однако, коммунистические власти Румынии всякий раз запрещали его рукоположение.
21 января 1993 года, после смерти архиепископа Феофила (Хериняну), был избран архиепископом Вадским, Фелякским и Клужским. 7 февраля того же года в православном соборе города Клуж-Напока состоялось его епископская хиротония и интронизация, которую возглавил Патриарх Румынский Феоктист.
Хотя законодательная инициатива, связанная с возвращением церковной собственности, в частности бывших грекокатолических храмов, в 1997 году не прошла через парламент, суд в Клуже решил, что местный храм (в прошлом грекокатолический, но затем превращённый в православный) должен принадлежать Румынской грекокатолической церкви. Архиепископ Варфоломей Анания не согласился с решением суда, и с его разрешения православные студенты-теологи организовали в храме акцию протеста. Одновременно Варфоломей обратился с протестными заявлениями к политическим партиям.
4 ноября 2005 года  была образована Митрополия Клужа, Албы, Кришаны и Марамуреша путём выделения из состава Трансильванской митрополии, на которую был назначен митрополит Варфоломей.
Более тысячи православных мирян и около ста священников с 15 по 19 января 2006 года провели масштабные митинги протеста у здания Румынской патриархии в Бухаресте. Недовольство вызвало решение Священного синода Румынской православной церкви разделить Трансильванскую митрополию с центром в городе Сибиу и создать новую митрополию с центром в городе Клуж-Напока (историческом центре Трансильвании, где наряду с румынами проживает много венгров). Верующие из Сибиу направили открытое письмо руководству страны и главе Румынской православной церкви патриарху Феоктисту с просьбой остановить раскол исторически единой Трансильванской митрополии. Однако Священный синод на протесты верующих заявил, что решение о создании новой митрополии не подлежит пересмотру. 25 марта 2006 года в Клуж-Напоке последовало настолование митрополита Варфоломея.
В июле 2007 года после кончины патриарха Румынского Феоктиста наряду с митрополитом Молдавским Даниилом и епископ Ковасненским и Харгитским Иоанном (Сележаном) был выдвинут кандидатом на пост предстоятеля Румынской православной церкви. При этом основная борьба развернулась между митрополитом Даниилом и митрополитом Варфоломеем. В итоге уступил митрополиту Даниилу, набрав треть голосов выборщиков.
Скончался 31 января 2011 года в 20:25 по московскому времени в госпитале скорой помощи города Клуж-Напока от сердечной недостаточности, которой страдал три последних года своей жизни.